# Swedish International Stockholm 2011
Die Swedish International Stockholm 2011 im Badminton fanden in Stockholm vom 20. bis zum 23. Januar 2011 statt. Der Referee war Michael Nemec aus Österreich. Das Preisgeld betrug 15.000 US-Dollar, wodurch das Turnier in das BWF-Level 4A eingeordnet wurde.

## Austragungsort
- Eriksdalshallen, Ringvägen 70

## Finalergebnisse
| Disziplin    | Sieger                         | Finalist                           | Ergebnis          |
| ------------ | ------------------------------ | ---------------------------------- | ----------------- |
| Herreneinzel | Pablo Abián                    | Viktor Axelsen                     | 21:19 21:6        |
| Dameneinzel  | Kaori Imabeppu                 | Mayu Sekiya                        | 13:21 22:20 21:16 |
| Herrendoppel | Kim Astrup Rasmus Fladberg     | Łukasz Moreń Wojciech Szkudlarczyk | 14:21 25:23 21:16 |
| Damendoppel  | Line Damkjær Kruse Marie Røpke | Rie Eto Yu Wakita                  | 21:14 21:16       |
| Mixed        | Robin Middleton Heather Olver  | Dave Khodabux Samantha Barning     | 15:21 21:9 21:14  |